# Dirk Thiele
Dirk Thiele (* 12. Januar 1943 in Aken (Elbe)) ist ein deutscher Sportreporter. 

## Leben
Thiele studierte nach einer Lehre als Werkzeugmacher ab 1965 an der Pädagogischen Hochschule Potsdam Sport und Geschichte und entschied sich trotz Lehrerdiplom für eine Karriere als Journalist.
Thiele lebt in Potsdam.

## Kommentatorenlaufbahn
Seit 1970 arbeitete er als Kommentator für das DDR-Fernsehen. Bekannt wurde er u. a. durch die Sendung „Sport aktuell“ und Übertragungen von der Vierschanzentournee. Auch berichtete der zur ersten Riege der Sportredaktion des DDR-Fernsehens zählende Thiele von den Leichtathletik-Wettbewerben der Olympischen Spiele 1988 in Seoul.
Nach der Wende war Dirk Thiele zuerst freier Journalist, kurzzeitig auch Manager des DDR-Oberliga-Teams Brandenburg, und ab Februar 1992 Kommentator bei Eurosport mit den Haupteinsatzgebieten Ski Nordisch, Fußball und Leichtathletik. Ski nordisch kommentiert er zusammen mit Experte und Co-Kommentator Gerd Siegmund, Leichtathletik (seit den Weltmeisterschaften 1993 in Stuttgart) zusammen mit Sigi Heinrich. Im Fußball ist er nicht mehr so oft zu hören wie in früheren Jahren: Im Jahr 2000 begleitete Thiele die Fußball-EM in Belgien und den Niederlanden – unter anderem mit dem österreichischen Ex-Profi Toni Polster als Co-Kommentator. Auch bei der EM 1996 und den Weltmeisterschaften 1994 und 1998 saß er am Mikrofon. Hauptsächlich während der ersten Eurosport-Jahre kommentierte Thiele auch bei vielen Live-Übertragungen vom Studio aus. Sportübertragungen mit Dirk Thiele sind für ihre Lebendigkeit und Realitätsnähe bekannt. Thiele ist zugleich kritisch und in der Sport-Szene beliebt.
Mit seiner Art der Kommentierung nahm er die deutsch-österreichische, speziell preußisch-österreichische Rivalität auf die Schippe. In etwa von 1996 bis 1998 bildete er ein schon legendäres Gespann mit dem früheren österreichischen Skispringer Ernst Vettori. Die gemeinsame Zeit am Mikrofon endete, als Vettori beim Österreichischen Ski-Verband (ÖSV) Marketing-Aufgaben übernahm und ihm der ÖSV mit Rücksicht auf den Österreichischen Rundfunk (ORF) die weitere Kommentierung auf Eurosport untersagte. Nachfolger wurde bis Ende 2003 der frühere deutsche nordische Kombinierer Hans-Peter Pohl, der dann im Tausch gegen Gerd Siegmund zur ARD ging.
Für seine Leichtathletik-Livekommentare war er zweimal zusammen mit Sigi Heinrich für Auszeichnungen nominiert, so 2001 für den Deutschen Fernsehpreis in der Kategorie „Beste Sportsendung“ und 2005 für den Adolf-Grimme-Preis im Wettbewerb „Spezial“. 2003 wurde er vom Internationalen Skiverband (FIS) mit dem FIS Award geehrt. Die Trophäe wurde ihm im Rahmen des Forum Nordicum in Hochfilzen als Anerkennung seiner journalistischen Leistungen im nordischen Skisport verliehen. Skispringen kommentierte Thiele von 1993 bis 2016, seither begleitete er an jedem Jahreswechsel die Vierschanzentournee. Nachdem sich der Skisprung-Kommentator Wolfgang Ley ab Ende 1992 nur noch auf Fußball bei Eurosport konzentrierte, hatte sich zunächst Peter Woydt und kurz darauf Uli Jansch für Eurosport um diese Sportart gekümmert. Umso mehr ist es bemerkenswert, dass Thiele auch während Leys zweitem Eurosport-Engagement (1994 bis 1996) der Eurosport-Mann für Skispringen blieb. Parallel kommentiert Thiele zusammen mit Siegmund gewöhnlich die Nordische Kombination. Vom Ski-Langlauf hingegen hatte er sich in den vergangenen Jahren zugunsten des Ex-Leichtathleten Stéphane Franke zurückgezogen. Anders als sporadisch in den Jahren nach der Jahrtausend-Wende war Thiele zuletzt auch nicht mehr bei Großereignissen im Curling zu hören.
Thiele schrieb 2007 zusammen mit dem Skispringer Michael Uhrmann das Buch Skispringen kompakt.
Zur Skisprungsaison 2016/2017 wurde er bei Eurosport als Skisprung-Kommentator durch Matthias Bielek ersetzt. Seitdem moderiert er mit Gerd Siegmund den AVIA Skisprungtalk auf den Internet-Kanälen Facebook und Youtube.

## Auszeichnungen
Im Jahre 2008 gewann Thiele mit Sigi Heinrich für Eurosport den Deutschen Fernsehpreis in der Kategorie „Sport“ für die Berichterstattung der Olympischen Spiele 2008 in Peking.